# Dixa submaculata
Dixa submaculata är en tvåvingeart som beskrevs av Edwards 1920. Dixa submaculata ingår i släktet Dixa och familjen u-myggor. Inga underarter finns listade i Catalogue of Life.